# Tacoma Link

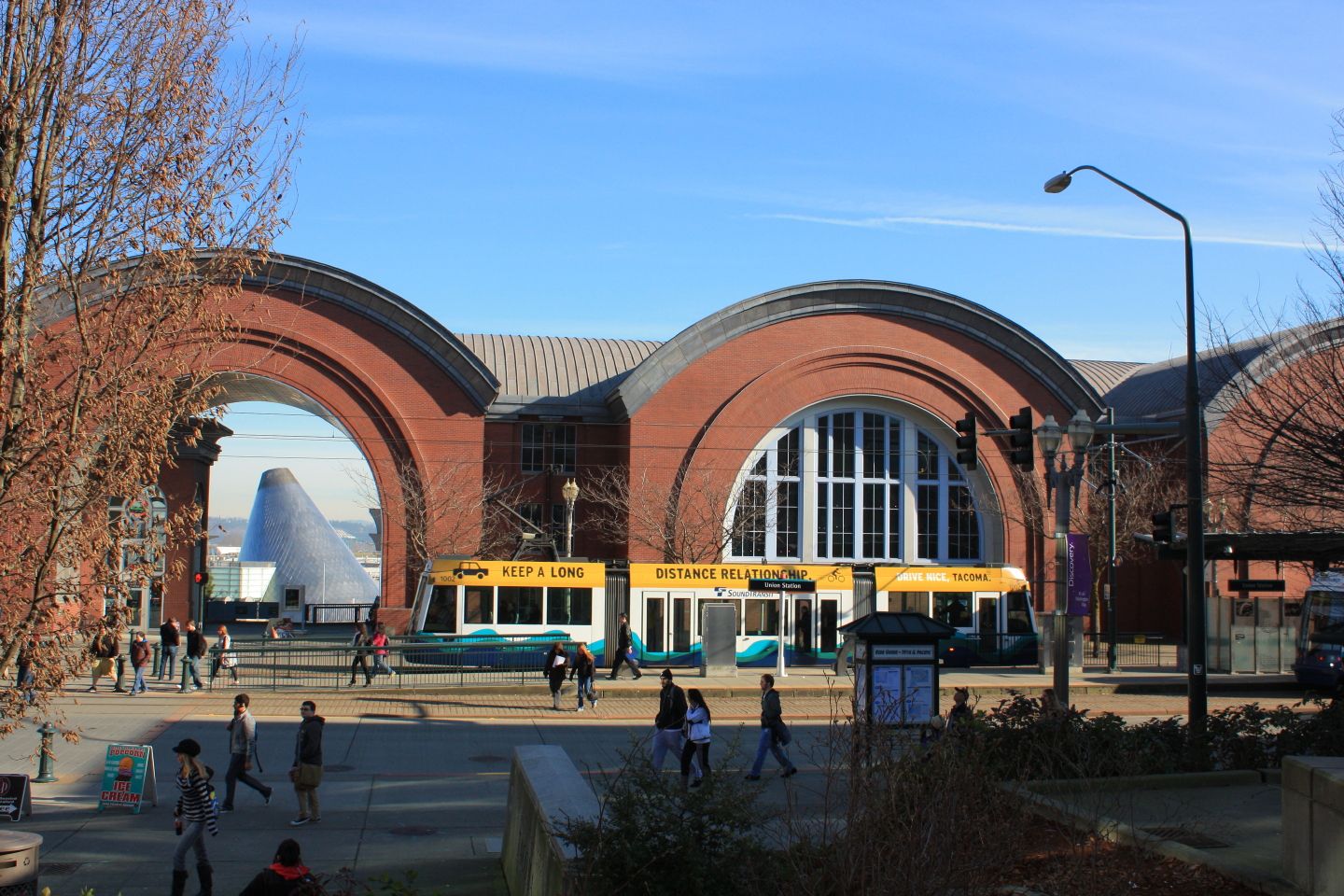
Tramvaj Tacoma Link před Muzeem historie státu Washington.

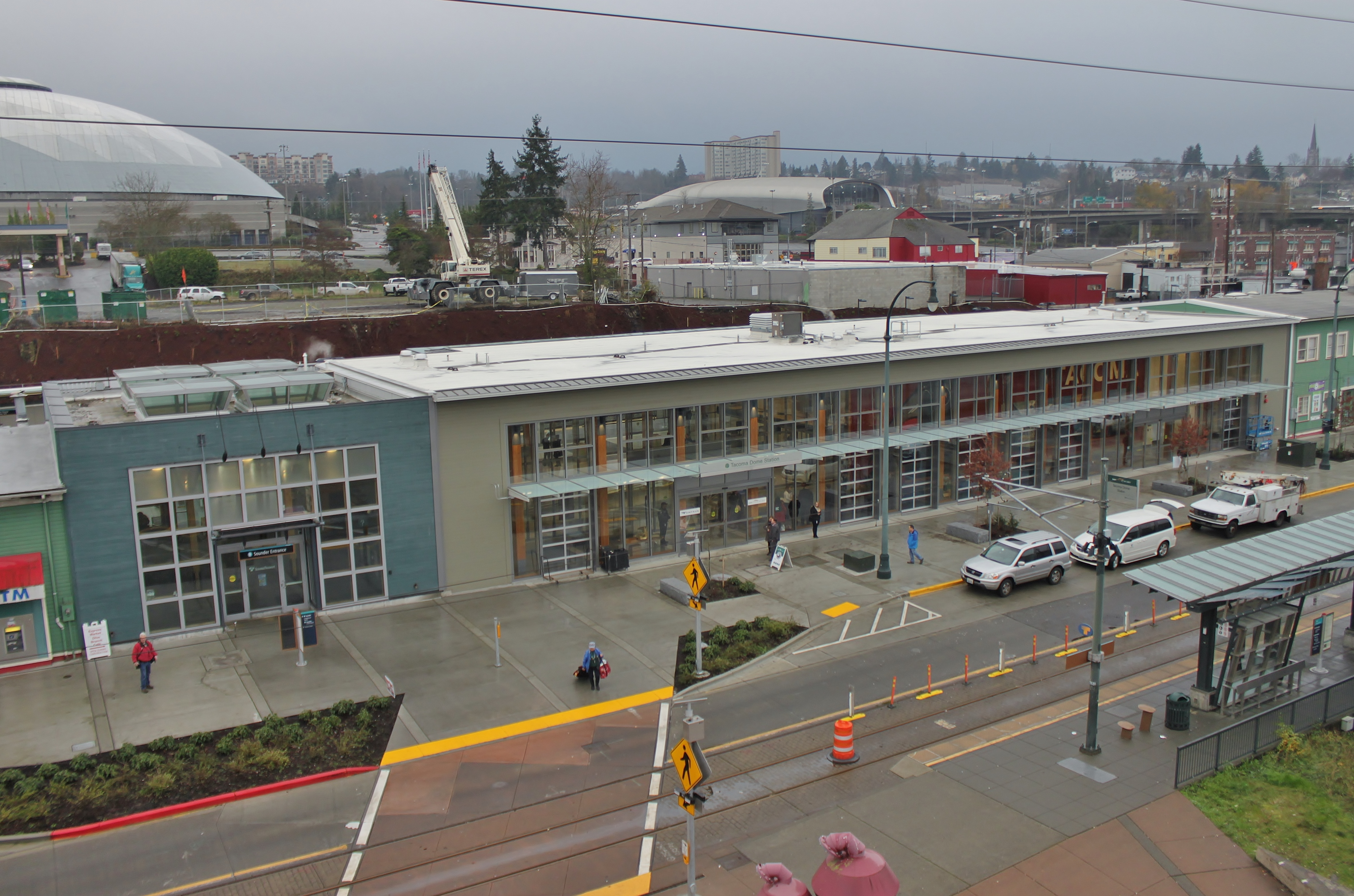
Pohled na stanici Tacoma Dome.

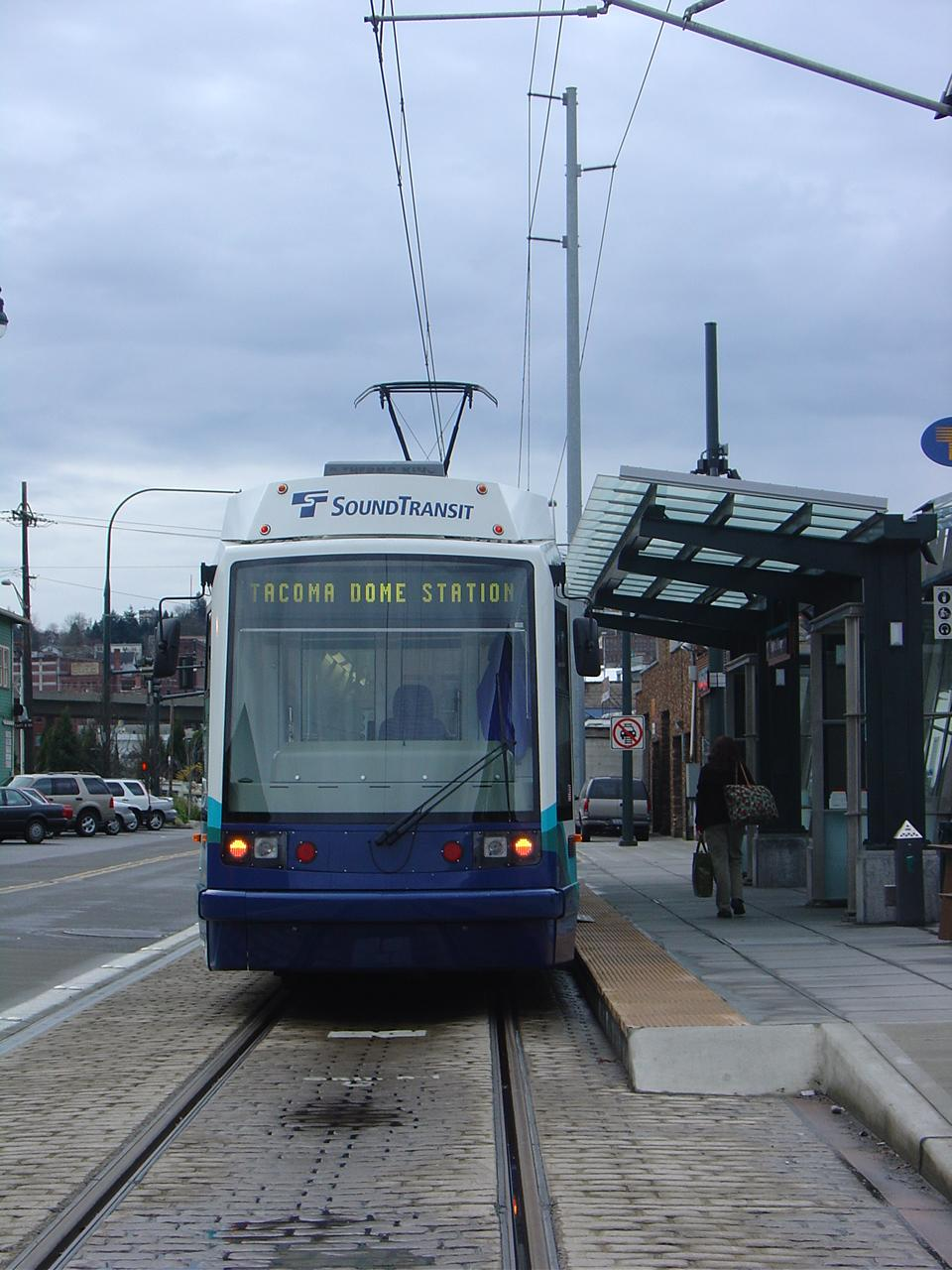
Tramvaj ve stanici Tacoma Dome.

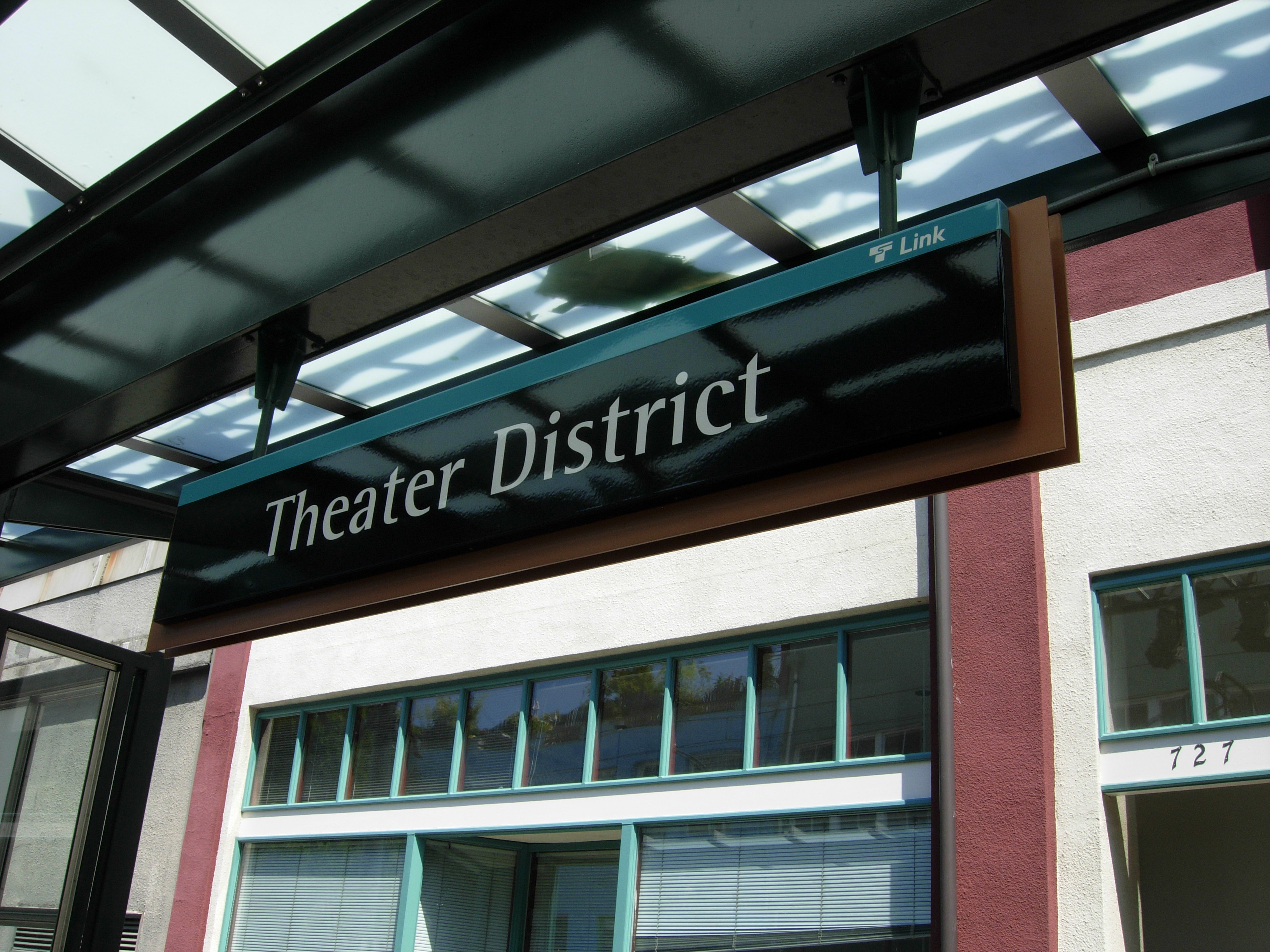
Stanice Theater District.

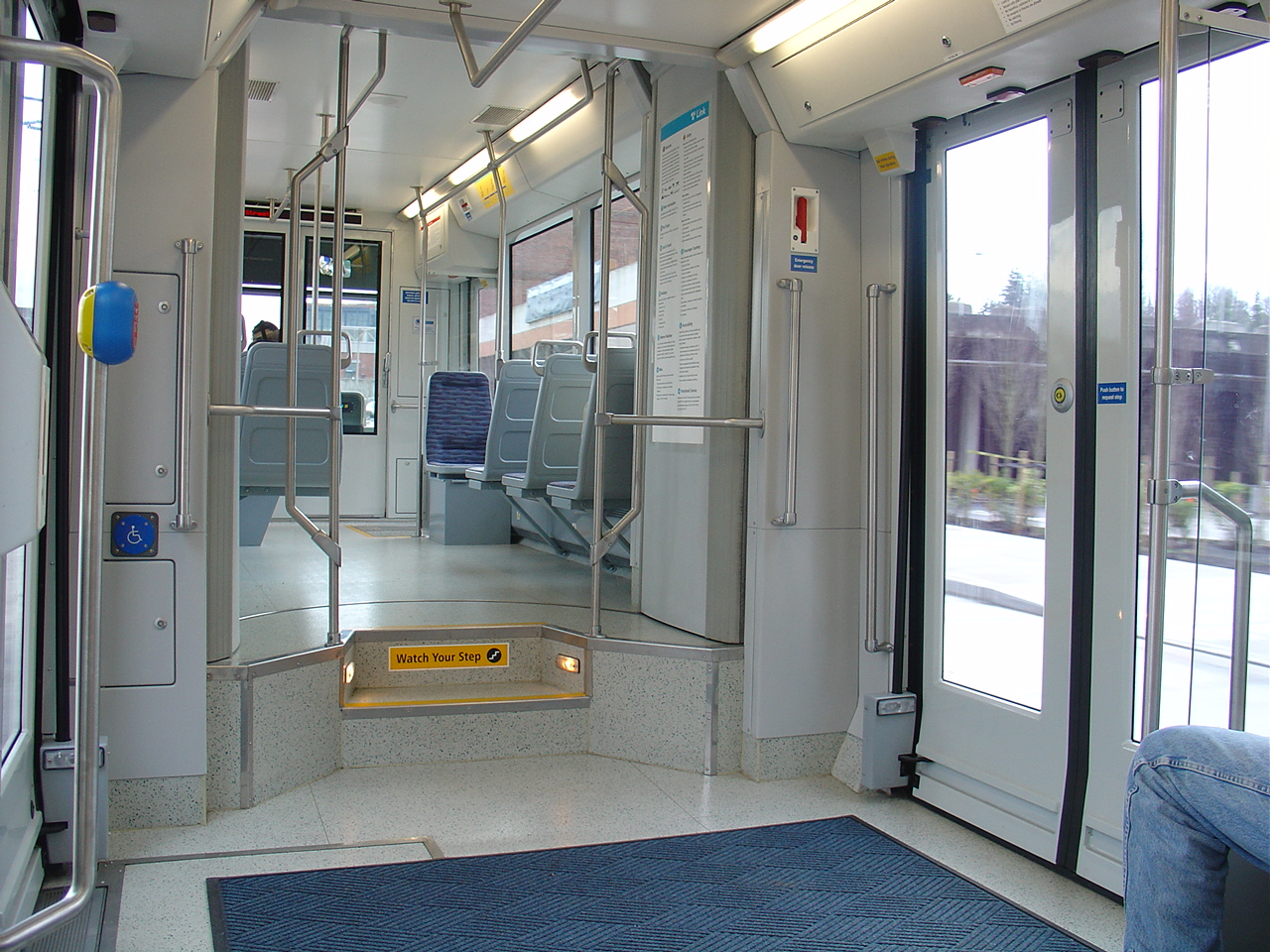
Pohled na interiér tramvaje Tacoma Link.

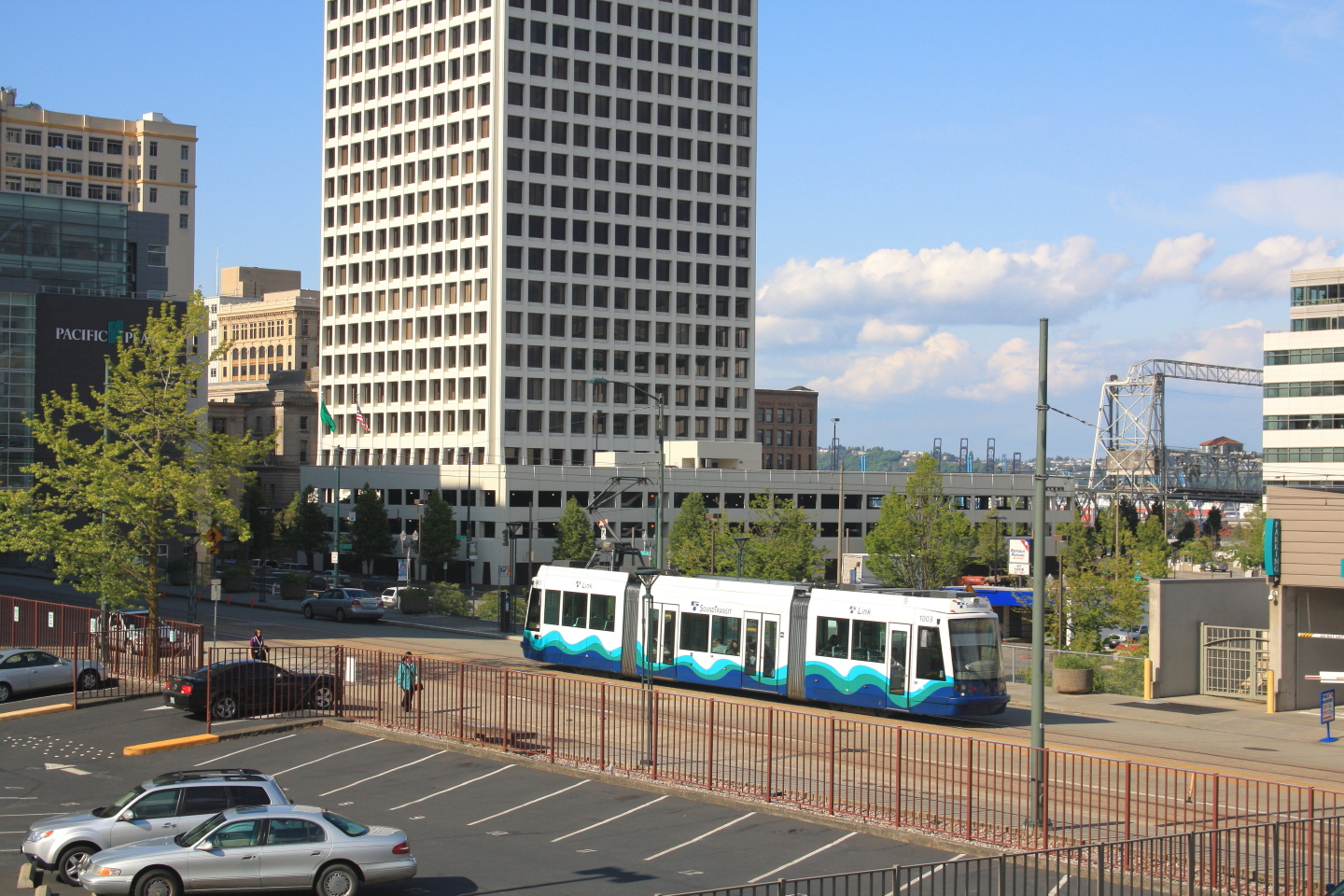
Tramvaj nedaleko zastávky S 13th Street.

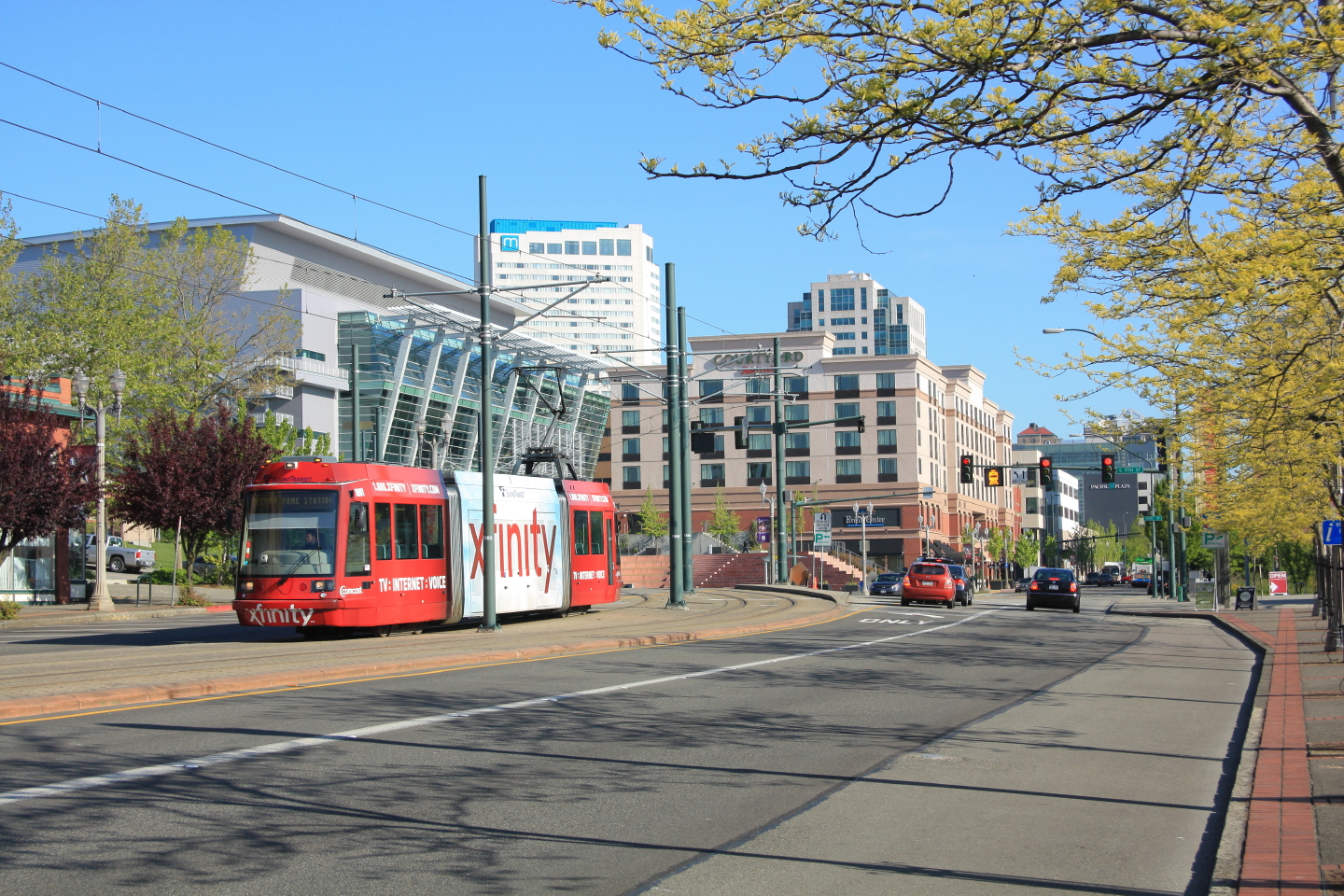
Tacoma Link v centru města Tacoma.

Tacoma Link je 2,6 kilometru dlouhá linka rychlodrážní tramvaje ve městě Tacoma v americkém státě Washington. Její stavba byla dokončena roku 2003 a nyní linka obsluhuje centrum města, které spojuje s dopravním uzlem a parkovištěm u stadionu Tacoma Dome. Na lince se neplatí jízdné, je bezplatná.

## Historie
Před stoletím měla Tacoma, podobně jako většina amerických měst, rozšířený systém tramvajové dopravy. První dvě tramvajové linky byly postaveny roku 1888 podél ulic Pacific Avenue a Tacoma Avenue. Každou z těchto žlutých tramvají táhl pár koní. Od samého začátku byla tramvaj úspěšnou formou dopravy a díky velkému počtu cestujících se mohla brzy rozšířit. Z původních dvou linek se začaly větvit další, všechny spojující centrum s odlehlejšími částmi města, které tak mohly prosperovat a růst.
Okolo roku 1912 se ve městě nacházelo již 200 kilometrů většinou elektrifikovaných tramvajových tratí, které tvořily 30 tramvajových linek a jednu meziměstskou vedoucí do Seattlu. Dále měla Tacoma malou smyčku lanových tramvají, která pomohla sjednotit troleje různých úrovní. Také byla důležitá při přepravě cestujících přes strmé kopce, které jsou pro Tacomu typické, a tudíž spojit západní a východní část centra města.
Tramvajový systém ale za padesát let své existence zaznamenal mnoho neblahých událostí, mezi které patřily ekonomické problémy, stávky a jedna tragická nehoda. Při deštném dni v červenci 1900 jedna tramvaj vykolejila a spadla do rokle. Na místě zahynulo 43 osob.
Systém byl ale velice úspěšný a stále efektivně přepravoval cestující. V nejúspěšnější době zaznamenala společnost Tacoma Railway and Power Company 30 milionů cestujících za rok, kam se ještě nikdy nedostal nynější dopravní podnik ve městě, Pierce Transit. Vláda se ale snažila při dotacích upřednostňovat konstrukci silnic, což vedlo k obtížnějšímu provozu tramvají, jelikož jim velice výrazně konkurovala silniční doprava. V roce 1926, kdy byla dokončena silnice U. S. Route 99, zaznamenala meziměstská tramvajová linka mezi Tacomou a Seattlem 40% pád počtu cestujících, což značí konec éry tramvají. Poslední tramvaje byly v Tacomě v provozu v dubnu 1938 a systém byl nahrazen novými autobusy, které se snadněji pohybovaly po městě i mimo něj. Tento systém ale po nějakém čase také selhal a nakonec jej muselo koupit město Tacoma. Nyní existuje pod názvem Pierce Transit.
V polovině 90. let minulého století se oblast Pugetova zálivu potýkala s nárůstem dopravy, který byl spuštěn internetovým boomem a nedaleko sídlící společností Microsoft. Voliči tehdy schválili založení dopravního podniku Sound Transit, který obsluhuje všechny tři okresy kolem zálivu. Tacoma Link se pak stal nejdůležitějším projektem společnosti pro město Tacoma a okres Pierce.

## Stanice linky
2,6 kilometru dlouhá linka Tacoma Link spojuje stadion Tacoma Dome, centrum města a kulturní jádro zvané Theater District. To umožňuje cestujícím zaparkovat mimo město nebo přestoupit z autobusů či vlaků Sounder přímo na Tacoma Link, který je doveze do centra. Každá stanice obsahuje umělecká díla poukazující na historii okolí stanice.

### Tacoma Dome
Stanice u stadionu Tacoma Dome je konečnou stanicí linky a nabízí přestup na vlaky Sounder, příměstské autobusy společností Sound Transit a Pierce Transit a meziměstské autobusy Greyhound Lines. Nedaleko stanice se nachází stadion Tacoma Dome a obchodní centrum Freighthouse Square.
Umění na stanici spojuje historii okolí stanice se železnicí (obchodní centrum Freighthouse Square bylo dříve skladem pro železnici Chicago, Milwaukee, St. Paul and Pacific Railroad a s četnými pilařskými závody, které se kolem ní nacházely. Mezi umění patří lávka připomínající bárkový most, vysušené říční koryto s různými průmyslovými symboly, sochy prachojemů z pil, stanice ve tvaru drobného kolejiva a hodiny ukazující čas pomocí magnetického sbírání kovových úlomků.

### South 25th Street
Předtím, než linka zatočí na ulici Pacific Avenue, zastavuje na ulici South 25th Street. Tam se nachází zastávka s jednou kolejí na jediné straně ulice. Hlavním účelem zastávky je přestup na autobusy, ale také se nachází blízko části města, která bude brzy přestavěna, a nedaleko cukrárny Brown and Haley. Umění na stanici připomíná především zdejší rybářskou tradici a nachází se na její střeše.

### Union Station / South 19th Street
Tato stanice je nejspíše tou nejdůležitější na celé lince a obsluhuje četná muzea a další kulturní místa v centru Tacomy. Jedná se o dvoukolejnou stanici na ostrůvku a obsluhuje tacomskou pobočku University of Washington, Muzeum skla, Muzeum historie státu Washington, Tacomské muzeum umění a Union Station, bývalý železniční uzel, v jehož budově nyní sídlí federální soud, restaurace a jehož budova má rovněž rezidenční využití. Při akcích na kanále They Foss, jako jsou závody velkých plachetnic, slouží jako hlavní přestupní bod. Mnoho studentů Tacomské umělecké školy také využívá zastávku při dojíždění na přednášky, které se konají v centru města.
Zdejší umělecká díla pojednávají o historii indiánů a o průmyslu a stavbě lodí, která se odehrávala v nedalekých budovách. Na ostrůvku se nachází vyobrazení indiánských rybářských nástrojů, střecha stanice má připomínat lodní pilíře a na nástupišti se nachází fotky a básně o průmyslu a rybářství v oblasti.

### Convention Center / South 15th Street
Tato stanice obsluhuje Tacomské kongresové centrum, Hotel Murano a hlavní zaměstnavatele v centru města jako DaVita nebo Umpqua Bank. Nástupiště se nachází na obou stranách ulice. Umění na stanici v podobě barevných panelů na střeše a hromádek kamenů představují bývalý buddhistický chrám, který kdysi na místě stál.

### South 9th Street / Theater District
Momentálně konečná linky, která obsluhuje kulturní jádro města Theater District, městskou radnici nebo pobočku Russell Investments. Je zde pouze jedna kolej na jediné straně ulice. Mezi umění patří sedačky na stanici připomínající divadelní sedadla, bronzové plakety v zemi připomínající divadelní plakáty a velká plátna, na které jsou v noci promítány divadelní scény.

## Vozový park
Linku obsluhují tři částečně nízkopodlažní tramvaje Škoda 10T vyrobené v Plzni.

## Budoucnost
Krátce po otevření linky uskutečnil indiánský kmen Pujalupů studii zkoumající možnost prodloužení linky k jeho plánovanému kasinu kousek na východ od nynější konečné stanice. Projekt stále může být realizován.
Sama společnost Sound Transit navrhla již několik projektů prodlužovacích tacomskou linku:

### North End Extension
Tento projekt by prodloužil linku dále po jedné z ulic South 19th Avenue a 6th Avenue a ukončil ji v dopravním centru při Tacoma Community College. Prodloužení by bylo na úrovni země a používalo by buď tramvaje Škoda 10T nebo Kinki Sharyo z linky Central Link. Tato potenciální linka by mohla zaznamenávat velká množství cestujících, jelikož Tacoma Community College je velice důležitým dopravním uzlem. Navíc je ulice 6th Avenue rostoucím centrem tacomského nočního života.

### Airport Extension
Tento projekt by linku prodloužil podél silnice U.S. Route 99 přes města Fife, Federal Way a SeaTac na stanici South 200th Street linky Central Link nedaleko mezinárodního letiště Seattle-Tacoma International Airport. To by prakticky obnovilo meziměstské tramvajové spojení Tacomy se Seattlem, potenciálně severní části Tacomy se seattleskou čtvrtí Northgate.

### Tacoma Streetcar
Přestože toto téma nepatří přímo k lince Tacoma Link, populární organizace Tacoma Streetcar se v poslední době snaží o obnovu původního tramvajového systému, který v Tacomě existoval roku 1938. Organizace by pak chtěla obnovený systém spojit s linkou Tacoma Link a případně i s dalšími druhy dopravy ve městě.